# Альберто Розенде
Альберто Розенде (англ. Alberto Rosende; нар. 14 лютого 1993, Маямі, Флорида, США) — американський актор.

## Біографія
Народився в Маямі, Флорида, США в родині колумбійки Марти та кубинця Альберто. Має брата Дієго, який з восьмого класу грає в лакрос, а також вивчав кіновиробництво. Ще з дитячих років цікавився акторською майстерністю та брав участь у різних постановках. Професійну освіту здобув у Школі мистецтв Тіш Нью-Йоркського університету, яку закінчив 2015 року.

## Кар'єра
Акторську кар'єру розпочав зі знімання у короткометражному кіно. 2015 року дебютував на телебаченні у серіалі «Голуба кров», невдовзі після цього зʼявився в одному з епізодів серіалу «Закон і порядок: Спеціальний корпус». З 2016 року був актором основного складу фентезійного телесеріалу «Сутінкові мисливці», який оснований на серії книг Кассандри Клер «Знаряддя смерті». Він виконував роль студента та друга Клері (Кетрін Макнамара).

## Фільмографія
| Рік       |    | Українська назва                    | Оригінальна назва                 | Роль            |
| --------- | -- | ----------------------------------- | --------------------------------- | --------------- |
| 2013      | кф | Ромах речей                         | Swing Dancer                      | танцівник       |
| 2015      | с  | Блакитна кров                       | Blue Bloods                       | Карлос Сантьяго |
| 2015      | с  | Закон і порядок: Спеціальний корпус | Law & Order: Special Victims Unit | Джордан Мессіна |
| 2016      | кф | Джахар                              | Jahar                             | Девід           |
| 2016—2019 | с  | Сутінкові мисливці                  | Shadowhunters                     | Саймон Льюїс    |
| 2019—2024 | с  | Пожежники Чикаго                    | Chicago Fire                      | Блейк Галло     |
| 2019      | с  | Поліція Чикаго                      | Chicago P.D                       | Блейк Галло     |
| 2020      | кф | Сюжетна гра                         | Story Game                        | Джеймс          |
| 2022      | с  | Медики Чикаго                       | Chicago Med                       | Блейк Галло     |